# Johann Georg von Soldner

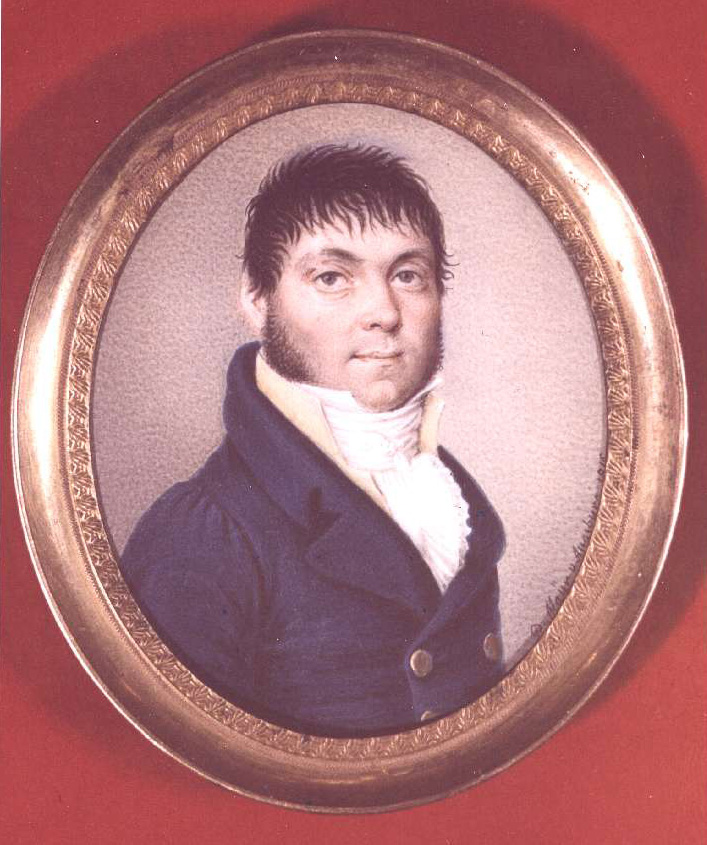
J. G. Soldner, erster Direktor der Sternwarte Bogenhausen, nach einem Porträt von 1816, Quelle: Bayerische Akademie der Wissenschaften München

Johann Georg Soldner, seit 1825 Johann Georg von Soldner, (* 16. Juli 1776 in Georgenhof bei Feuchtwangen; † 13. Mai 1833 in Bogenhausen bei München) war ein deutscher Physiker, Mathematiker, Astronom und Geodät. Für exakte Landesvermessungen entwickelte er das Soldner-Koordinatensystem.

## Leben
Johann Georg Soldner wurde am 16. Juli 1776 auf dem Georgenhof bei Feuchtwangen als Sohn des Bauern Johann Andreas Soldner geboren. Er erhielt zwei Jahre Unterricht an der Feuchtwanger Lateinschule. Es zeigte sich bei ihm früh eine mathematische Begabung: mit selbst gebauten Instrumenten hat er die Äcker seines Vaters vermessen und nächtelang studierte er mathematische Lehrbücher und Landkarten. Da er nie ein Gymnasium besucht hatte, begann er 1796 mit Privatstudien von Sprachen und Mathematik bei Julius Conrad von Yelin in Ansbach.
Durch die Abtretung der Markgrafschaft Ansbach 1791 an Preußen wurde Soldner preußischer Staatsbürger und ging 1797 nach Berlin, wo er beim Astronomen Johann Elert Bode, dem Direktor der Berliner Sternwarte, als Geometer angestellt war und betrieb dort astronomische und geodätische Studien. Im Jahr 1803 wurde ihm in Berlin ohne Dissertation der Grad eines Dr. phil. verliehen. Nach Ablehnung einer Berufung an die Universitätssternwarte in Moskau war er ab 1804 bei der Vorbereitung der Triangulierung des damals noch zu Preußen gehörenden Fürstentums Ansbach tätig. Von 1804 bis 1806 leitete er die Vermessung des Fürstentums Ansbach. Hier lernte er Ulrich Schiegg kennen, der zuvor Astronom an der Münchner Sternwarte und aufgrund von Intrigen 1805 seines Amtes dort als Astronom enthoben worden war.
Infolge der politisch-militärischen Lage zu Beginn des 19. Jahrhunderts wurde unter der Leitung französischer Soldateningenieure die bayerische Landesvermessung systematisiert. Die erforderlichen Grundlagen einer erfolgreichen Vermessungsarbeit konnten aber nur auf der Basis von astronomischen Ortsbestimmungen geschaffen werden. Daher wurde der Exbenediktiner und Astronom Ulrich Schiegg als Hofastronom nach München berufen. Im Januar des Jahres 1803 errichtete er im Nordwestturm des ehemaligen Jesuitenkollegs in der Neuhauser Straße – seit 1783 war hier die Bayerische Akademie der Wissenschaften untergebracht – ein kleines Observatorium. Die Zusammenarbeit Schieggs mit den französischen Geodäten verlief allerdings nicht immer problemlos und als er berechtigterweise auf Unstimmigkeiten in deren Messungen aufmerksam machte, wurde er auf Betreiben der Franzosen im März 1805 seines Amtes enthoben. Schiegg hatte das Angebot einer Professur in Würzburg ausgeschlagen und wurde stattdessen überraschend zum Leiter der Landesvermessung in den neu zu Bayern gekommenen fränkischen Territorien ernannt. Seine herausragende Leistung dabei war die im Jahr 1807 erfolgte Messung der knapp 13,8 km langen fränkischen Basis zwischen Nürnberg–St. Johannis und Bruck (heute zu Erlangen) mit Hilfe einer in der Reichenbachschen Werkstatt angefertigten Messvorrichtung.
Zum Nachfolger Schieggs an der Sternwarte in München wurde der Astronom Karl Felix von Seyffer berufen, der beste Verbindungen zur französischen Heeresleitung hatte. Seyffer hatte 1804 seine Stellung als außerordentlicher Professor in Göttingen aufgegeben und sich 1805 Napoleon Bonaparte als Ingénieur-Géographe in dessen Hauptquartier angeschlossen. Dort kam er in Kontakt mit der Regierung des später neu gegründeten Königreichs Bayern. Dieselbe nahm ihn in ihre Dienste; er wurde 1808 Hofrat und Mitglied des statistisch-topographischen Bureaus im Ministerium der auswärtigen Angelegenheiten und 1815 Direktor dieser Anstalt. Auf Seyffer geht die bayrische Steuerkatastrierung zurück, die seinerzeit in Deutschland richtungsweisend war.
Seyffer erhielt von Kurfürst Max IV. Joseph den Auftrag zum Bau einer größeren Sternwarte. Er ließ daraufhin die Schieggschen Instrumente sofort in eine Holzhütte auf dem hierfür ausgewählten Platz zwischen den Dörfern Ramersdorf und Haidhausen abtransportieren, die ganze Sache wurde jedoch nicht weiter vorangetrieben. Erst als diese Behelfssternwarte 1807 ein Attribut der umstrukturierten Akademie wurde, kam etwas Bewegung in die Angelegenheit: Es wurden bei der aufstrebenden feinmechanisch-optischen Werkstätte von Utzschneider, Reichenbach und Liebherr in München mehrere astronomische Instrumente bestellt, da die vorhandenen zwischenzeitlich veraltet waren. Auch die Erhebung Bayerns zum Königreich am 1. Januar 1806 und das hierdurch gesteigerte Repräsentationsbedürfnis wirkten sich zunächst positiv auf den Fortgang der Dinge aus. Nach der Lieferung der Instrumente in den Jahren 1811 und 1812 stellte man dann aber fest, dass diese in dem vorhandenen Provisorium nicht optimal aufgestellt werden konnten. Man freundete sich daher immer mehr mit dem Gedanken an, einen steinernen Neubau, evtl. sogar an einem anderen Platz, errichten zu wollen. Finanzierungsprobleme, aber auch die von seinen Zeitgenossen angeprangerte Untätigkeit Seyffers auf astronomischem Gebiet, verzögerten die Angelegenheit jedoch immer mehr. Seyffer, dessen Interessen tatsächlich mehr auf vermessungstechnischem Gebiet lagen, wurde schließlich 1813 von seinen astronomischen Aufgaben dispensiert und Ende 1815 endgültig als Hofastronom entlassen. Der Physiker und Mathematiker Anselm Ellinger (1758–1816) wurde in dieser Zeit zu seinem Vertreter bestellt.
1808 war Schiegg zurück nach München gerufen worden, um für die Katastererstellung der im selben Jahr gegründeten, von Joseph von Utzschneider geleiteten Steuervermessungskommission einen Organisations- und Arbeitsplan zu entwickeln. Er setzte sich für die Anstellung Johann Georg Soldners ein, der die theoretischen Grundlagen der Landesvermessung nachhaltig prägte. Utzschneider holte Soldner 1808 nach München und stellte ihn als Trigonometer der neu gegründeten Steuervermessungs-Kommission ein.
1815 wurde Soldner zum kgl. Hofastronomen ernannt und am 1. April 1816 zu Seyffers Nachfolger bestellt. Soldner war schon seit 1808 bei der Steuervermessungskommission in München tätig, wo er die theoretischen Grundlagen der bayerischen Landesvermessung geschaffen hatte. Am 18. April 1816 reichte die Akademie Baupläne ein, die vermutlich noch von Seyffer stammten, am 4. Juni 1816 erteilte König Max I. Joseph den Auftrag zum Bau der neuen Königlichen Sternwarte, und schon am 11. August 1816 erfolgte der erste Spatenstich auf einer kleinen Anhöhe östlich des Dorfes Bogenhausen. Man hatte sich schließlich für einen neuen Standort entschieden.
Unter der Leitung des Königlichen Hofbauinspektors Franz Thurn wurde 1817 der Rohbau fertig gestellt. Der Innenausbau und die Aufstellung der Instrumente nahmen nochmals fast zwei Jahre in Anspruch. Die im Grundriss hufeisenförmige Anlage mit dem damals üblichen Meridiansaal im Zentrum und zwei seitlichen Beobachtungstürmen beherbergte die besten Instrumente, die man seinerzeit erwerben konnte, unter anderem einen Meridiankreis aus dem Mathematisch-Mechanischen Institut von Reichenbach und Ertel, dessen Kreisteilung mit Reichenbachs Kreisteilmaschine vorgenommen worden war, die eine Verbesserung der Deklinationsbestimmung von Sternen um einen Faktor 10 brachte. Die Routinearbeit mit diesem Instrument begann im Dezember 1819.
Soldner sah seine Hauptaufgabe an der neu erbauten Sternwarte darin, durch zahlreiche Messungen der Positionen von Sonne, Mond, Planeten und Fundamentalsternen zur Sicherung der Grundlagen in der Astronomie mit beizutragen. Doch schon bald wurden dort die weltweit ersten spektroskopischen Beobachtungen von Gestirnen vorgenommen. Im März und April 1820 setzte Joseph von Fraunhofer mit seinem im Westturm der Sternwarte aufgestellten neuen Apparat zu Versuchen über die Natur des Lichtes der Fixsterne spektroskopische Untersuchungen an Planeten und hellen Sternen fort, die er 1814 im Optischen Institut in Benediktbeuern begonnen hatte. In diesen Spektren hatte er ähnliche dunkle Linien gefunden, wie er sie schon in großer Zahl im Spektrum der Sonne entdeckt, genauestens vermessen und 1817 publiziert hatte. Soldner assistierte ihm bei den Experimenten in Bogenhausen, die neben der mikrometrischen Positionsbestimmung der Spektrallinien, besonders des Sirius, auch Untersuchungen zur Frage einer unterschiedlichen Brechbarkeit des Lichtes verschiedenfarbiger Sterne umfassten.

Die Sternwarte wurde 1827 dem neu gegründeten Generalkonservatorium der wissenschaftlichen Sammlungen des Staates unterstellt. Ab 1828 konnte Soldner seinen Aufgaben wegen eines Leberleidens nicht mehr voll gerecht werden, daher führte sein junger Assistent Johann von Lamont unter seiner Aufsicht die Geschäfte der Sternwarte. Der Schotte Lamont wurde nach dem Tod Soldners 1833 zunächst kommissarisch zum Leiter der Sternwarte und im Juli 1835 gegen starke Konkurrenz zum Konservator und Sternwartendirektor bestellt. Er führte dort mit dem im gleichen Jahr gelieferten und in einem eigenen Gebäude untergebrachten neuen Riesenfernrohr aus der ehemaligen Fraunhoferschen Werkstätte die spektroskopischen Untersuchungen fort. 

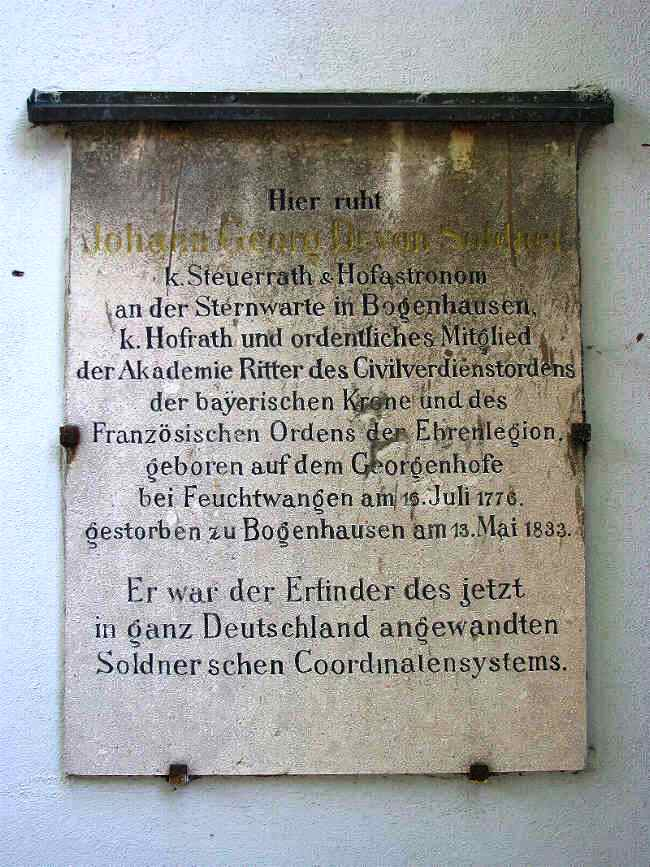
Grabtafel für Soldner

Für seine Verdienste an den theoretischen Grundlagen für die bayerische Landesvermessung wurde Soldner 1825 der persönliche Adelstitel verliehen. Soldner wurde auf dem Bogenhausener Friedhof an der Westseite der Kirche St. Georg bestattet (Ehrengrab). Dort befindet sich an der westlichen Außenwand eine Gedenktafel über seiner Grabstätte, angebracht vom königlichen Katasterbüro im Jahr 1892.
Dass Soldner kein unbekannter Wissenschaftler war zeigte sich, als 1815 die Stelle in Mannheim zur Disposition stand. 1806 hatte das Großherzogtum Baden die rechtsrheinischen Gebiete der Kurpfalz und damit auch die Sternwarte übernommen. Der Hofastronom Roger Barry nahm seine Beobachtungen wieder auf, erkrankte jedoch 1810 und die Sternwarte blieb bis zu seinem Tode 1813 ungenutzt und hinter ihren glänzenden Anfängen damit zurück. Berühmte Astronomen konnten entweder nicht gehalten werden, wie Heinrich Christian Schumacher (1813–1815 in Mannheim), der an seiner nachfolgenden Wirkungsstätte in Altona das älteste noch existierende Fachjournal der Astronomie, die Astronomischen Nachrichten, gründete, oder wurden trotz Interesses durch ungeschickte Personalpolitik abgeschreckt, wie Friedrich Wilhelm Struwe, der dann in Pulkowa bei Sankt Petersburg ein renommiertes Observatorium aufbaute. 1815 wurde versucht, Johann Georg von Soldner nach Mannheim zu ziehen; dieser sagte jedoch ebenfalls ab. Ab 1816 bis zu seinem Tode 1846 war dann Bernhard Nicolai Hofastronom, der sich hauptsächlich den Bahnen der Kometen widmete.
Weil Napoleon für seine Feldzüge militärisch taugliche Karten brauchte, wurde in München eine Commission des Routes eingesetzt und mit der topographischen Aufnahme Bayerns betraut. Als nach dem Frieden von Lunéville vom 9. Februar 1801 die französischen Truppen Bayern verließen, war das begonnene Werk eines Kartenwerkes von Gesamt-Bayern unvollendet. Die Idee einer flächendeckenden, genauen Karte Bayerns aber stand im Raum. Aussagen und Forderungen wie „schleunige Verfertigung einer Karte von Baiern“ oder „très grand intérêt à la plus prompte conception possible d’une Carte exacte du Cercle de Bavière“ mehrten sich im Jahr 1801 und führten schließlich zur Gründung des Topographischen Bureaus durch Kurfürst Max IV. Joseph, den späteren König Maximilian I. Joseph, am 19. Juni 1801. Dieser Tag gilt als Gründungsdatum der Bayerischen Vermessungsverwaltung. Schließlich endeten die Bemühungen in der Bayerischen Uraufnahme, die 1808 vom König angeordnet wurde und bis 1864 dauerte. Die Aufgaben des Topographischen Bureaus bestanden vorwiegend in der Fortsetzung der im Jahre 1800 begonnenen Arbeiten, der topographischen Aufnahme des Landes und der Darstellung Bayerns in topographischen Karten.

## Werk
Auf Soldner geht unter anderem das Soldner-Koordinatensystem zurück, das in weiten Teilen Deutschlands noch bis ins 20. Jahrhundert benutzt wurde, im Land Berlin sogar noch im 21. Jahrhundert. Mathematisch hat er sich mit dem Integrallogarithmus beschäftigt und dazu 1809 das Werk Théorie et tables d’une nouvelle fonction transcendante verfasst. Soldner war der erste, der nach Lorenzo Mascheroni (1790) die Eulersche Konstante γ = 0,57721… auf 22 richtige Dezimalen berechnet hat (1809).
Kontroverse um die Lichtablenkung
1801 wurde eine Arbeit von ihm veröffentlicht, in der er aufgrund der Newtonschen Korpuskeltheorie des Lichtes folgerte, dass Licht durch massive Himmelskörper abgelenkt werden würde, wobei er im Rahmen des newtonschen Gravitationsgesetzes unter Benutzung der masseunabhängigen klassischen Bewegungsgleichungen die Ablenkung durch die Sonne den Wert von 0,84 Bogensekunden erhielt. Soldner schrieb:

„Wenn also ein Lichtstral an einem Weltkörper vorbeigeht, so wird er durch die Attraktion desselben genötigt, anstatt in der geraden Richtung fortzugehen, eine Hyperbel zu beschreiben, deren konkave Seite gegen den anziehenden Körper gerichtet ist. […] Wenn man in der Formel für tang ω die Beschleunigung der Schwere auf der Oberfläche der Sonne substituiert, und den Halbmesser dieses Körpers für die Einheit annimmt, so findet man ω=0,84″. Wenn man Fixsterne sehr nahe an der Sonne beobachten könnte, so würde man wohl darauf Rücksicht nehmen müssen. Da dies aber bekanntlich nicht geschieht, so ist auch die Perturbation durch die Sonne zu vernachlässigen.“

In seinen ersten Arbeiten über die Allgemeine Relativitätstheorie (1908, 1911) erhielt Albert Einstein denselben Wert für die Ablenkung. Jedoch erwiesen sich diese Arbeiten mit der Fortentwicklung der Theorie als unzureichend und 1916 gelangte Einstein schließlich zu einer Ablenkung von 1,75", also ca. doppelt so groß wie Soldners Wert. Daraufhin veranlasste 1921 der Einstein- und Relativitätsgegner Philipp Lenard einen Neuabdruck von Soldners Arbeit in den Annalen der Physik, mit der Absicht, die Priorität Einsteins zu untergraben, eine Alternative zur Allgemeine Relativitätstheorie zu präsentieren und auf einen möglichen Plagiat Einsteins hinzuweisen.
Jedoch wurde dies beispielsweise von Max von Laue und anderen gleich zurückgewiesen, da Soldners Wert einerseits halb so groß war wie Einsteins, und weil die Grundlagen der Theorien völlig verschieden sind, so dass ein Vergleich zwischen ihnen keinen Sinn ergibt.  Moderne Messungen bestätigen den einsteinschen Wert.

## Trivia
- Von Soldner sind aus dem Nachlass von Carl Friedrich Gauß in der Niedersächsischen Staats- und Universitätsbibliothek in Göttingen zehn Schreiben aus der Zeit vom 15. Dezember 1814 bis zum 26. Dezember 1823 erhalten.[13]
- 1817 wird Joseph Fraunhofer auf Antrag des Hofastronomen Johann Georg Soldner zum korrespondierenden Akademiemitglied ernannt (aufgrund von Querelen wegen seiner fehlenden wissenschaftlichen Ausbildung erst ab 1821 außerordentliches Mitglied und Konservator des physikalischen Kabinetts)[14]
- Als erster Direktor der Königlichen Sternwarte in Bogenhausen verband ihn eine enge Freundschaft mit Joseph Fraunhofer und er wurde in diesem Zusammenhang Mitbegründer einer zukunftsweisenden, neuen astronomischen Untersuchungsmethode, der Spektroskopie. Aber Soldner irrte sich in der Einschätzung der Wichtigkeit der angestellten Untersuchungen. Er ahnte nicht, dass gerade mit der Erforschung der Eigenschaften dunkler Linien in den Sternspektren der Grundstein für eine der wichtigsten Beobachtungsmethoden der modernen Astrophysik gelegt wurde, deren Siegeszug bis heute anhält. So wurden die Experimente an der Königlichen Sternwarte in Bogenhausen eingestellt und Soldner widmete sich neben der Vermessung der Positionen der Sonne und der wichtigsten Planeten ab 1820 der systematischen Wetterbeobachtung.
- Soldner darf als Schöpfer der wissenschaftlichen Grundlagen der bayerischen Landesvermessung angesehen werden. Er schuf die mathematischen Grundlagen für die flächendeckende Vermessung Bayerns. Er erkannte, dass zur Abbildung des bayerischen Gebiets statt des bislang verwendeten Erdellipsoids von Laplace auch eine Kugel als Bezugskörper verwendet werden kann. Seine sogenannte Soldner-Kugel ermöglicht wesentlich einfachere Berechnungen bei der Abbildung der Flurkarten. Als Nullpunkt für sein Koordinatensystem wählte Soldner die Helmstange des nördlichen Turms der Münchner Frauenkirche, sie bildete von 1801 bis 1927 den Nullpunkt für die erste bayerische Landesvermessung nach dem bayerischen Soldner-Koordinatensystem. Hier schneiden sich die horizontale und vertikale Koordinatenachse, welche die bayerischen Flurkarten seit über 200 Jahren in vier Regionen einteilen: Nordwest (NW), Nordost (NO), Südost (SO) und Südwest (SW).
- Das Soldner-Koordinatensystem wurde in weiten Teilen Deutschlands noch bis ins 20. Jahrhundert benutzt, in Berlin fand es bis ins 21. Jahrhundert Anwendung. Soldner schaffte mit seinem Koordinatensystem die mathematischen Grundlagen für die flächendeckende Vermessung Bayerns. Viele Länder nutzten diese Vorteile ebenfalls. Auch bei der Konzeption des preußischen Liegenschaftskatasters entschied man sich für das Soldner-Koordinatensystem, da dieses bei der Stückvermessung rechentechnisch einfach zu handhaben ist. Das Zentraldirektorium der Vermessungen in Preußen hatte am 29. Dezember 1879 die Nutzung von Punkten I. und II. Ordnung der preußischen Landestriangulation als Nullpunkt der Soldnersysteme vorgeschrieben. Die Beschränkung in der Breite führte zu 40 lokalen Koordinatensystemen, die jeweils einen trigonometrischen Punkt als Koordinatenursprung hatten. Seit 2010 wird auch im Land Berlin das European Terrestrial Reference System 1989 (ETRS89) – das amtliche Referenzsystem – genutzt. Im Übergang der Gauß-Krüger-Zonen 4 und 5 für das Liegenschaftskataster war noch bis zum 20. Juli 2015 das im Jahr 1879 festgelegte 18. Soldner-Koordinatensystem der preußischen Katastervermessung mit Ursprung im trigonometrischen Punkt I. Ordnung Müggelberg in Gebrauch.
- Auf dem Friedhof in Bogenhausen ruhen neben Soldner noch die berühmten Astronomen und Direktoren der königlichen Sternwarte Johann von Lamont, Hugo von Seeliger und Alexander Wilkens.

## Ehrungen

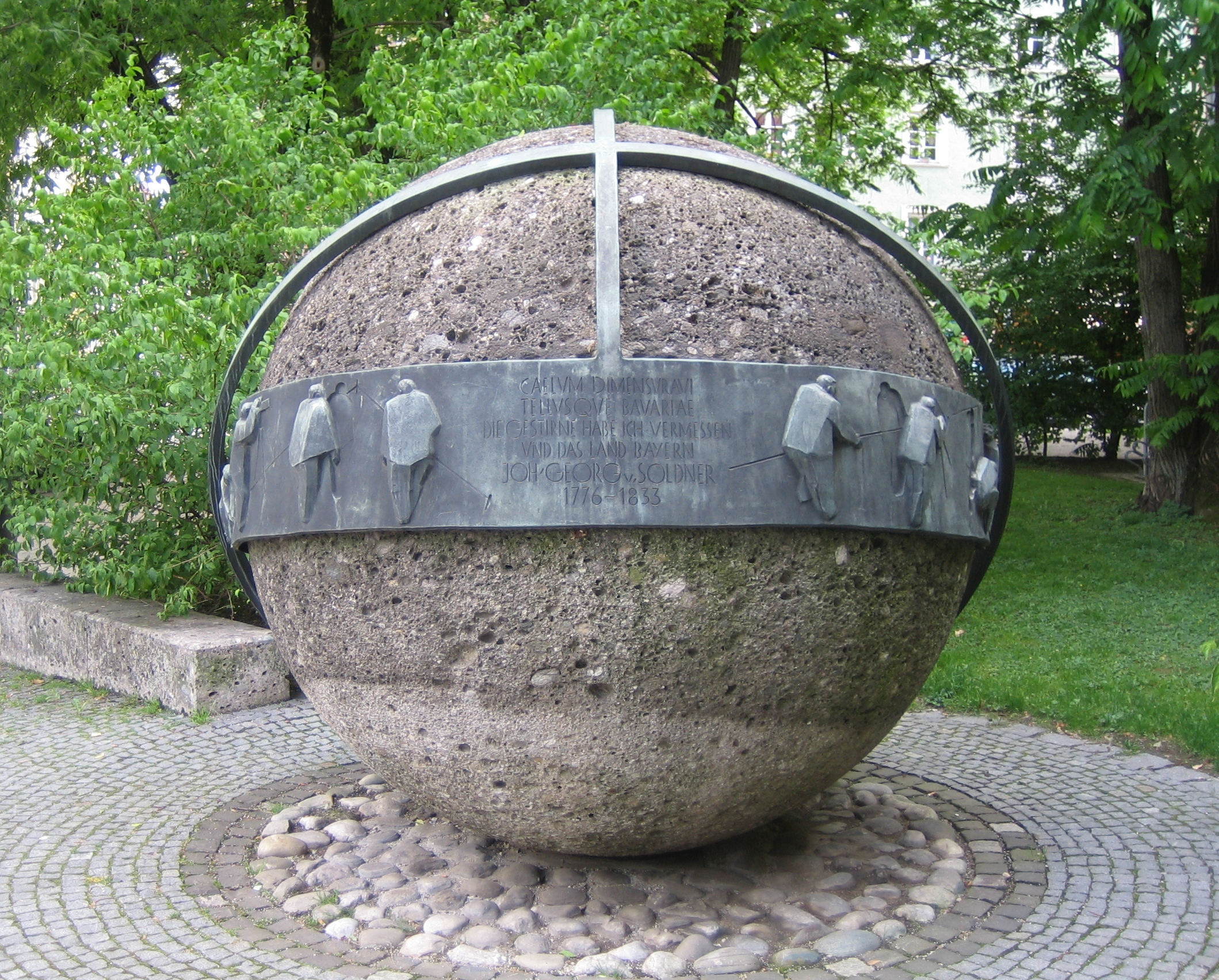
Denkmal für Soldner vor dem Landesamt für Digitalisierung, Breitband und Vermessung in München

- 1813: Mitglied der Bayerischen Akademie der Wissenschaften
- 1825: zum Mitglied der Astronomischen Gesellschaft London ernannt
- 1825: Ritterkreuz des bayerischen Zivilverdienstordens verbunden mit dem persönlichen Adel
- 1829: Ritterkreuz der französischen Ehrenlegion Gedenktafel für Soldner an seinem Geburtshaus

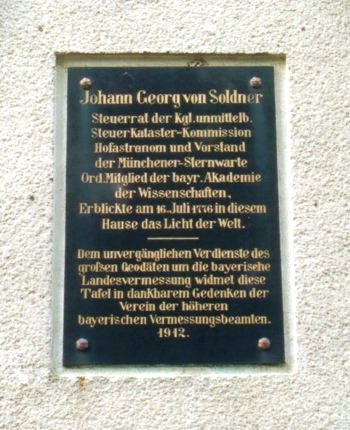
Gedenktafel für Soldner an seinem Geburtshaus

- 1912: Gedenktafel am Geburtshaus durch den Verein der höheren bayerischen Vermessungsbeamten
- 1956: Am 7. April 1956 wurde in Fürth eine Straße nach ihm benannt.[15] Hier gibt es auch eine Grund- und Mittelschule Soldnerstraße.[16][17]
- 1960: In Bogenhausen gibt es einen Soldnerweg.
- 1962: Denkmal in München: an der Ecke Oettingenstraße/Liebigstraße – in unmittelbarer Nähe zum Landesamt für Digitalisierung, Breitband und Vermessung in München – wurde zu Ehren Soldners ein Denkmal errichtet. Das von Bildhauer Rolf Nida-Rümelin entworfene und ausgeführte Monument versinnbildlicht die Beziehungen zwischen dem Erdellipsoid und der Soldnerkugel, die das Erdellipsoid umschließt. Das Kunstwerk besteht aus einer massiven Kugel aus Nagelfluh, einem Monolithen mit 2,20 m Durchmesser und ehrt das Wirken von Johann Georg von Soldner. Um ihren Äquator verläuft ein Bronzeband, es trägt neben Figuren, welche die Arbeit der Landmesser andeuten, die auf den Astronomen und Geodäten Soldner bezogene Inschrift

»Caelum dimensuravi tellusque Bavariae« - Die Gestirne habe ich vermessen und das Land Bayern.
- 2003: das Bayerische Staatsministerium der Finanzen verleiht für Verdienste um das Vermessungswesen seit 2003 die Soldnermedaille

- In Feuchtwangen ist die Johann-Georg-von-Soldner-Realschule Feuchtwangen nach ihm benannt. Hier gibt es einen Soldner-Taler als Belohnung für besondere Erfolge.[18]
- Soldnerstraßen gibt es in Augsburg und Mannheim,
- Von-Soldnerstraßen in Feuchtwangen und Kassel

## Veröffentlichungen
- J. G. v. Soldner: Ueber die Ablenkung eines Lichtstrals von seiner geradlinigen Bewegung, durch die Attraktion eines Weltkörpers, an welchem er nahe vorbei geht. In: Berliner Astronomisches Jahrbuch 1804, Seiten 161–172 (Volltext auf Wikisource)

- Soldner, J. G. v.; (Lenard, P.): Über die Ablenkung eines Lichtstrahls von seiner geradlinigen Bewegung durch die Attraktion eines Weltkörpers, an welchem er nahe vorbeigeht;. In: Annalen der Physik. 65. Jahrgang, 1921, S. 593–604, doi:10.1002/andp.19213701503.

- J. G. v. Soldner: Théorie et tables d’une nouvelle fonction transcendante. J. Lindauer, München 1809 (uni-goettingen.de).
- J. G. v. Soldner: Theorie der Landvermessung (1810). Herausgegeben von J. Frischauf. Ostwalds Klassiker 184, Leipzig 1911